# 貝塞爾村 (印地安納州)
貝塞爾村（英語：Bethel Village）是位於美國印地安納州巴塞洛繆縣的一個非建制地區。該地的面積和人口皆未知。

## 地理
貝塞爾村的座標為39°09′07″N 85°55′29″W / 39.15194°N 85.92472°W，而該地的平均海拔高度為186米（即610英尺）。